# 上海市位育初级中学
31°12.806′N 121°27.127′E / 31.213433°N 121.452117°E
上海市位育初级中学是地处上海市徐汇区的一所知名初级中学，创办于1943年。1998年起与高中部分离，开始独立办学。

## 历史沿革
学校原为1943年创办的位育中学，校址位于上海市徐汇区复兴中路（近襄阳南路）。1998年6月，初、高中分离办学，高中部迁往华泾地区，初中在复兴中路原址上独立运作，定名为“上海市位育初级中学”。龙世明出任分离办学后的首任校长，并一直任职至今。
2013年原上海市长乐学校重组为小学初中九年一贯制的实验学校，定名为“上海市位育实验学校”，由位育初级中学校长龙世明出任实验学校校长。该校与位育初中实行统一领导与管理，其初中阶段教学模式也与位育初中并轨。

## 办学规模
学校于1953年起搬至目前所在的复兴中路校址，1998年初高中分离后位育初级中学继续留在此处办学。现校园主要由南楼与北楼（教学楼）、红楼（行政楼）、东楼（电脑房等）、综合楼（多媒体教室 、实验室等）以及供学生体育活动的操场、乒乓房、排球馆等组成，占地面积11600平方米，建筑面积为8880平方米。
位育初级中学目前有四个年级共30余班级，学生近1300人。

## 特色
多年来学校已形成了许多特色项目以丰富学生的课余生活，其中包括排球、桥牌、红十字、夏威夷吉他、天文、摄影、模型等。
学校是“上海市体育传统项目（排球、桥牌）学校”，屡次在排球、桥牌的市级、国家级比赛中获得佳绩。排球项目近年来多次获市中学生排球比赛第一名，桥牌项目则连续四届蝉联全国锦标赛初中组冠军。学校的红十字会成立于1981年，通过开展特色鲜明的红十字活动，学校于2008年获“全国红十字模范校”的称号。校天文台创建于1993年，是上海市初级中学里最大的天文观测基地之一。而成立于2004年的夏威夷吉他艺术团近年来则经常参加市区各种交流、演出和比赛。